# Lew Emmanuilowitsch Rasgon
Lew Emmanuilowitsch Rasgon (russisch Лев Эммануилович Разгон, wiss. Transliteration Lew Emmanuilovič Razgon; * 19. Märzjul. / 1. April 1908greg. in Gorki, Gouvernement Mogiljow, Russisches Kaiserreich (heute Horki, Mahiljouskaja Woblasz, Belarus); † 8. September 1999 in Moskau) war ein russischer Schriftsteller.

## Biografie
Rasgon wurde in einer jüdischen Arbeiterfamilie geboren. Seine Eltern waren Mendel Abramowitsch Rasgon (1878–1942) und Glika Israilewna geborene Schapiro (1880–1955). 1923 siedelte seine Familie nach Moskau über. Nach dem Schulbesuch arbeitete er als Bibliothekar in einer Kinderbibliothek.
1932 schloss er sein Geschichtsstudium am Staatlichen Pädagogischen Institut in Moskau ab und trat in die KPdSU ein. Während des Studiums arbeitete er in der von Gleb Iwanowitsch Boki geleiteten Spezialchiffrierabteilung der Vereinigten Staatlichen Politischen Verwaltung beim Rat der Volkskommissare der UdSSR (OGPU, seit 1934 Hauptverwaltung für Staatssicherheit (GUGB) des NKWD der UdSSR) und entwickelte Chiffrierungen und Dechiffrierungen. In dieser Zeit heiratete er Bokis Tochter Oxana, die Opfer der Stalinschen Säuberungen wurde und 1938 im Gulag starb.
Nach dem Studium war Rasgon in einem Kinderbuchverlag als Redakteur tätig. Im April 1938 wurde er verhaftet und verbrachte 17 Jahre in Arbeitslagern des Gulag. 1944 lernte er im Gulag seine zweite Frau Rebekka Jefremowna Berg (1905–1991) kennen. 1955 wurde er freigelassen.
Danach arbeitete er wieder in einem Kinderbuchverlag als Literaturwissenschaftler für Kinderliteratur. Er veröffentlichte 1978 sein Buch „Die sechste Station“ (Шестая станция), eine Retrospektive auf seine Jugend, und auch Bücher über bedeutende russische Gelehrte.
Anfang der 1970er Jahre begann er, über die Jahre seiner Inhaftierung zu schreiben, ohne dass er jemals mit einer Veröffentlichung rechnete. Erste Auszüge erschienen erst unter Gorbatschow in sowjetischen Zeitschriften, so 1987 Die Frau des Präsidenten (Жена президента) in der Wochenzeitschrift Ogonjok. Sein Buch über seine Haftzeit Nichts als die reine Wahrheit (Непридуманное) wurde 1988 veröffentlicht und machte ihn weithin bekannt.
Rasgon gehörte zu den Gründern der Menschenrechtsorganisation Memorial. Er war Mitglied der von Jelzin geschaffenen Zentralen Gnadenkommission, die sich für die Abschaffung der Todesstrafe und eine Reform des Rechtssystems in Russland einsetzte.
Ragons Bruder war der Historiker Israil Mendelewitsch Rasgon.

## Werke
- Die sechste Station, 1978 (Schestaja stanzija; dt.)
- Nichts als die reine Wahrheit. Erinnerungen. Volk und Welt, Berlin, 1992, ISBN 3-353-00901-9 (Nepridumannoe; dt.)